# قنطرة (سد)

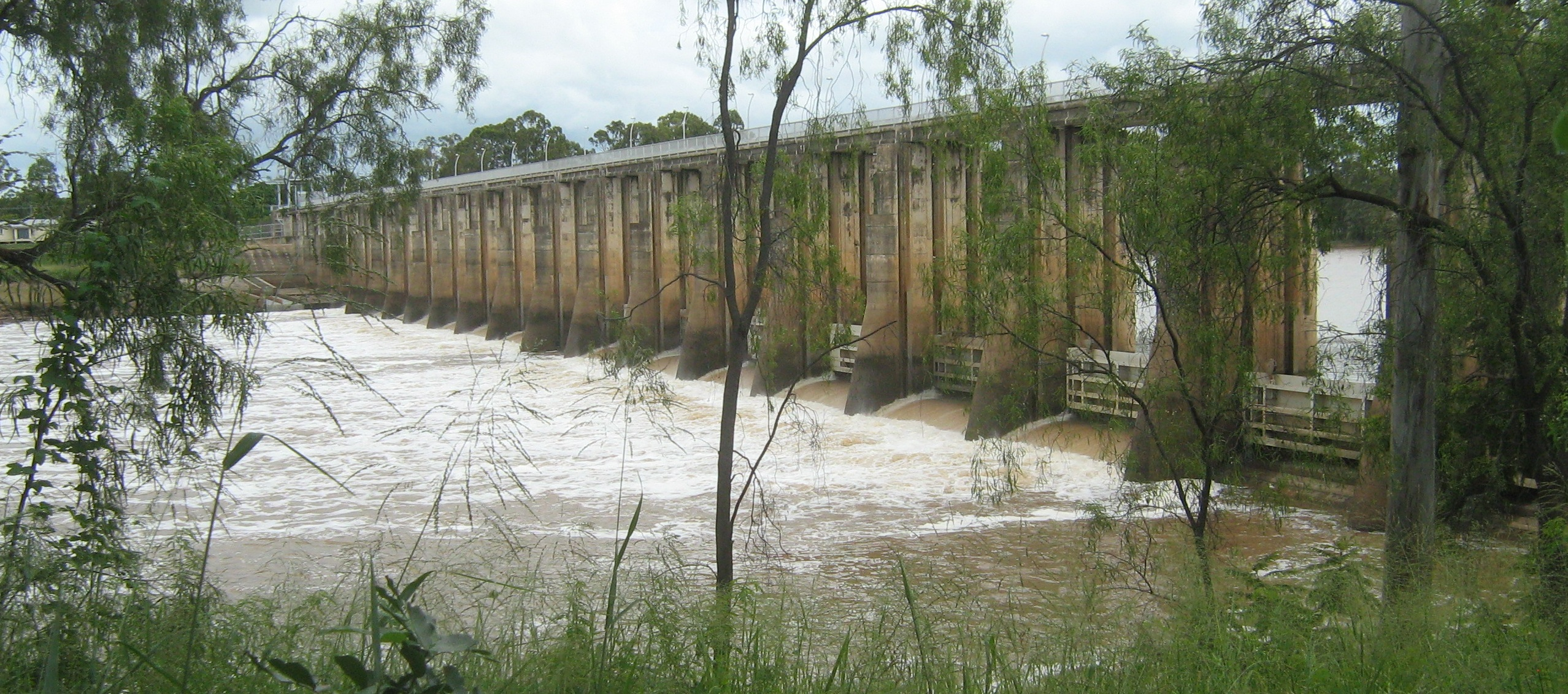
قنطرة في روكامبتون، أستراليا.

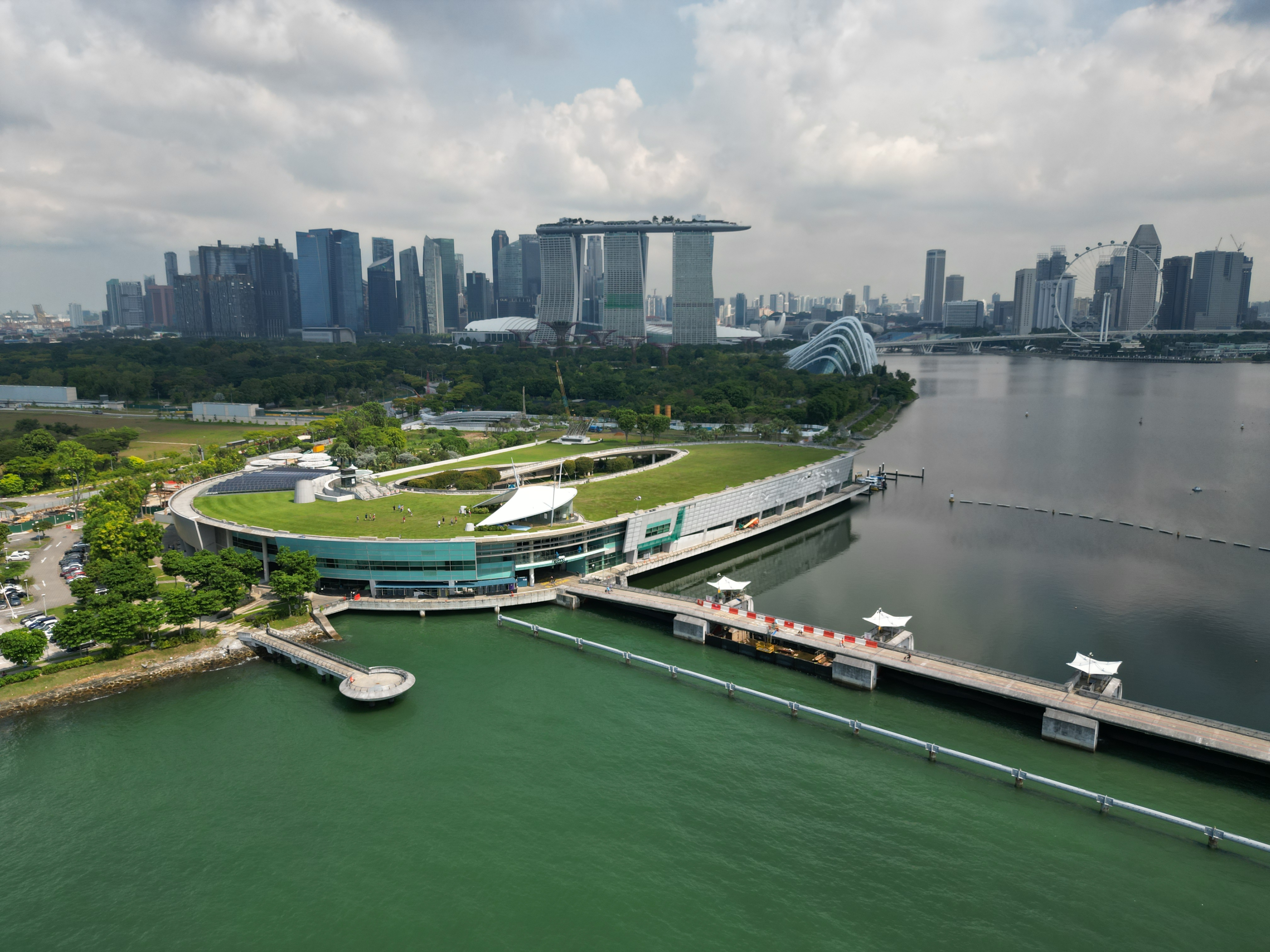
قنطرة مارينا، سنغافورة

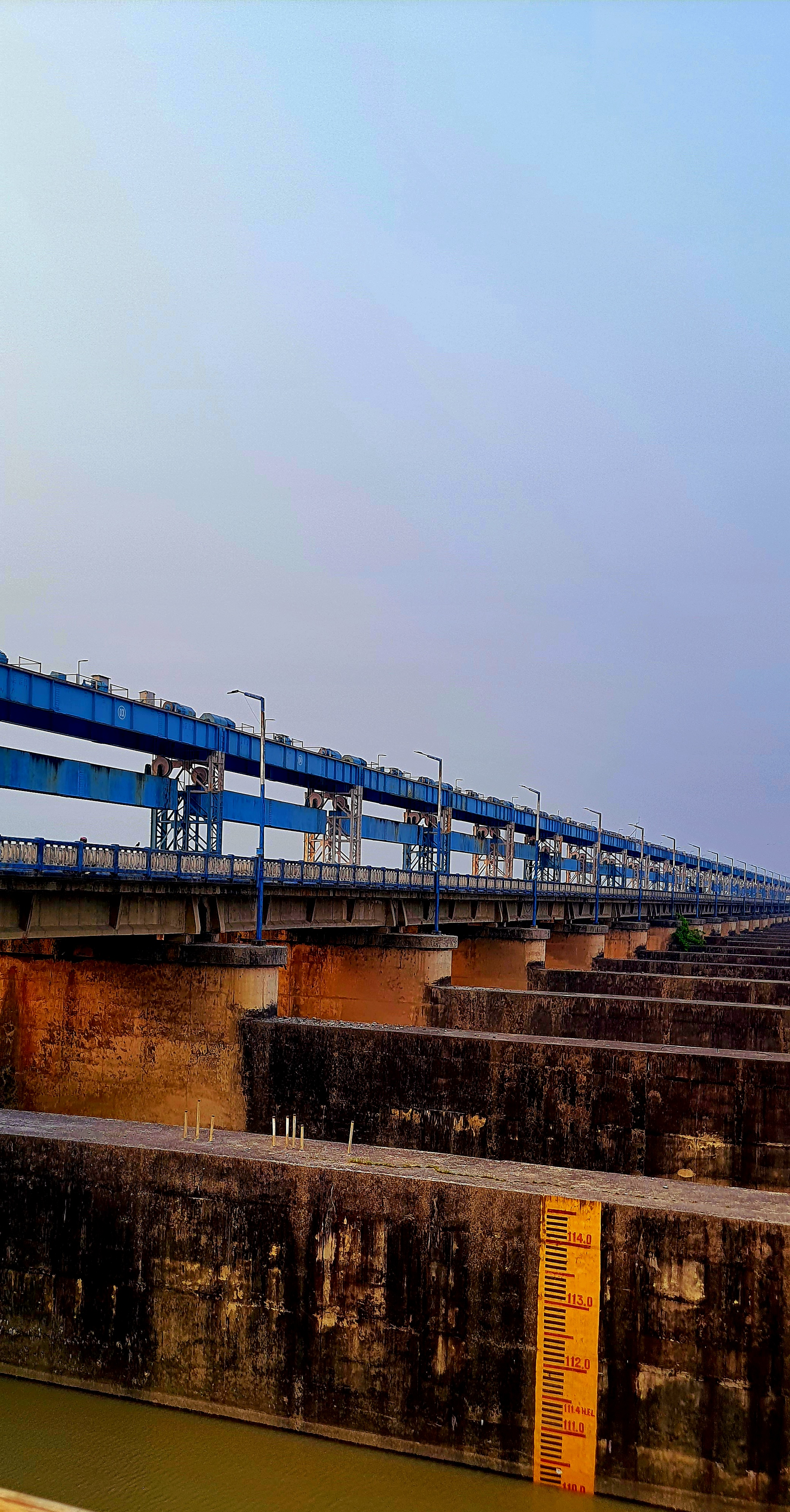
قناطر تيستا في ولاية البنغال الغربية، الهند.

القنطرة (بالإنجليزية: barrage) هي نوع من السدود التحويلية ذات الارتفاع المنخفض والتي تتكون من عدد من البوابات الكبيرة التي يمكن فتحها أو إغلاقها للتحكم في كمية المياه المارة من خلالها. يتيح هذا الهيكل تنظيم واستقرار ارتفاع مياه النهر أعلى النهر لاستخدامها في الري وغيره من الاستخدامات. تم وضع البوابات بين الأرصفة الجانبية المسؤولة عن دعم الهيكل.

## بناء القنطرة

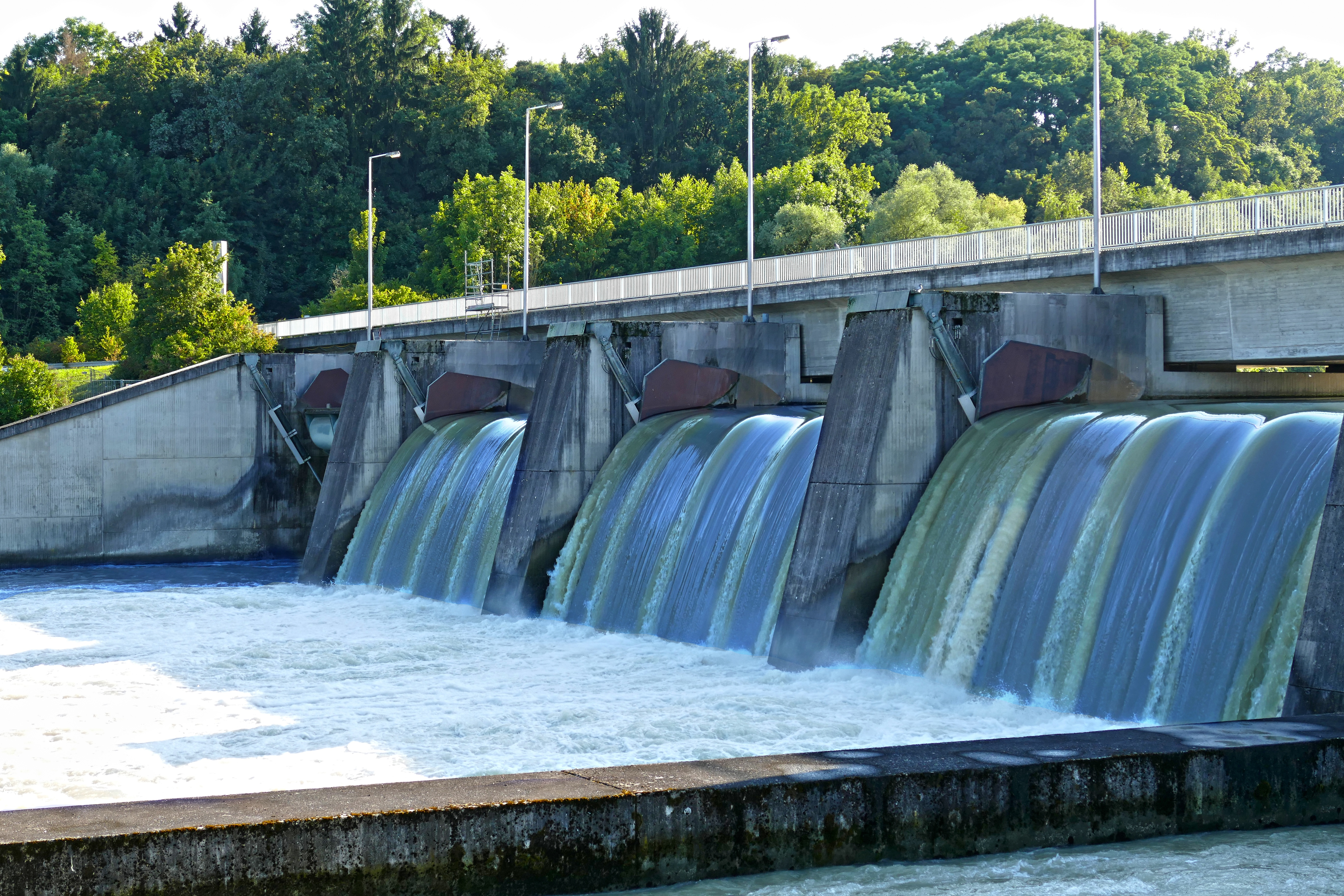
صورة قنطرة

تحتوي القناطر على سلسلة من البوابات التي تتحكم في كمية المياه المارة. يمكن استخدام القناطرة لتحويل المياه لتلبية احتياجات الري أو الحد من كمية المياه المتجهة نحو مجرى النهر. في معظم الحالات، يتم بناء القناطرة بالقرب من مصب النهر. يجب إجراء تحقيق شامل في موقع بناء القناطرة للتأكد من أن الأساس قوي بما يكفي لدعمها واحتمالها فشله منخفض. عند إنشاء السدود، يتم منحها تصنيف أمان يعتمد على نوع السد وموقعه والآثار المحتملة في حالة الفشل. تتراوح التقييمات من واحد إلى خمسة، حيث يكون الرقم خمسة هو الأعلى في تصنيف الخطورة. يتم منح التصنيف الخامس للسدود المبنية مع بلدة أو مدينة تقع أسفل مجرى النهر، وهو ما يزيد من احتمالية إصابة الأشخاص في حالة فشل السد. تم عمل تصميمات جديدة قادرة على تحمل كميات أكبر من المياه. تم تطوير تقنية محسنة للكتل على شكل إسفين بواسطة "رافائيل موران" و"ميغيل توليدو". يتمتع الهيكل الجديد بالقدرة على تحمل الفيضانات الشديدة ويستخدم مواد أقل، مما يقلل من تكلفة الإنتاج.

## التأثيرات البيئية
بناء السدود (وليس القناطر) له تأثيرات عديدة على الاقتصاد والبيئة. وعلى وجه التحديد، هناك عِدة طرق يمكن أن تتأثر بها البيئة نتيجة لبناء السدود. يتم قياس ثراء الأنواع التي تُرَكب المُجتمع البيئي عادة لتحديد تأثير السد على النظام البيئي المحيط به. لمراقبة ثراء الأنواع، يقوم العلماء بجمع البيانات عن أعداد الأسماك والحيوانات قبل وبعد بناء السد. وباستخدام هذه البيانات، يصبحون قادرين على رؤية كيفية زيادة أو نقصان حجم المخلوقات والحيوانات. وفي بعض الحالات، وجد أن ثراء الأنواع كان أقل في اتجاه مجرى النهر من السد مقارنة باتجاه المنبع. وقد تبين أن تثبيط حجم المياه يضر بتنوع الأنواع وثرائها. كما أن العناصر الغذائية تكون أقل عند مدخل السدود بسبب ارتفاع تدفق المياه مما يقلل من مستوى تكاثر النظام البيئي. وبالإضافة إلى ثراء الأنواع، فإن تنوع العوالق يمكن أن يكون مؤشرا على قدرة النظام البيئي على التعامل مع السد المبني حديثا. وقد ثبت أن السدود يمكن أن يكون لها تأثير على هجرة الأسماك، مما يؤدي إلى انخفاض التكاثر. هناك العديد من العوامل الصغيرة التي يمكن أن يكون لها تأثير كبير نسبيًا على النظم البيئية للنهر، مثل ثراء الأنواع وحجم المياه ومستويات المغذيات. تم إجراء تجارب مختلفة نظرت في كل من هذه التأثيرات على حِدة، وتمكنت من تحديد سبب تسبب بعض السدود في مثل هذه التأثيرات. في حين أن هناك أدلة قوية، بما في ذلك دراسات الحالة، تشير إلى أن بناء السد له تأثير بيئي ، إلا أن هناك أيضًا دراسات تظهر أضرارًا أقل من المتوقع. لقد أظهر النظر إلى العوالق بالقرب من بعض السدود أن العوالق قادرة على الاستمرار في العيش على الرغم من التغيرات التي تطرأ على موطنها. وقد تم تسجيل تغيرات مثل مستويات الرقم الهيدروجيني بالقرب من السدود، ولم يتأثر العوالق إلا بشكل طفيف. ومع ذلك، تتأثر الأنواع الأخرى، مثل سمك السلمون المرقط، بشكل أكبر، بسبب السد المادي الذي يعيق مسارات هجرتها وتكاثرها.
على الجانب الآخر تتحكم القناطر في كمية المياه التي تمر عبرها، مما يؤدي إلى اختلافات في كمية المياه أعلى وأسفل السد. ويخلف هذا الفرق تأثيرات مختلفة على أنواع المخلوقات المختلفة التي تعيش في المنطقة. في حين أنه من الممكن أن يكون هناك انخفاض في التدفق في اتجاه مجرى النهر، إلا أنه من الممكن أيضًا أن تكون هناك مشاكل في اتجاه مجرى النهر. يمكن أن تُراكم السدود ضغط المياه بحيث لا تكون الأسماك معتادة عليها، فتنتقل الأسماك إلى المنبع، مما يتسبب في انخفاض أحجام سكان جزء من النهر. وعلى الرغم من التأثيرات البيئية المترتبة على بناء السدود الجديدة مثل افتقار التربة لعناصرها الاساسية من مصدرها من منبع النهر، إلا أن هناك أيضًا فوائد اقتصادية من بناء السد. بدون السدود، سيكون من الصعب زراعة المحاصيل وتربية الماشية.

## مصطلحات
وفقًا للجنة العالمية للسدود ، فإن الفارق الرئيسي بين السد والقنطرة هو أن السد يُبنى لتخزين المياه في خزان، مما يرفع مستوى المياه بشكل كبير. يتم بناء القناطر لتحويل المياه، ورفع مستوىها بضعة أقدام فقط. يتم بناء الأخيرة عمومًا على أرض مستوية عبر أنهار واسعة ومتعرجة في كثير من الأحيان. يمكن ملاحظة ذلك في مصر، حيث يلاحظ: "أن "السد" يكون هيكلًا يشكل خزانًا لتخزين المياه خلال فترة الفيضان السنوية لنهر النيل من أجل استكمال التدفق الطبيعي للنهر خلال فترة انخفاض المياه؛ بينما ترفع "القناطر" ببساطة مستوى النهر أو القناة، عند الضرورة، إلى الارتفاع المطلوب للتدفق الكافي إلى القنوات التي تنطلق منه". تكون السدود عادة أكبر من منشآت الري الرئيسية لقنوات الري والملاحة، والتي ترتبط بها.